# Инанга

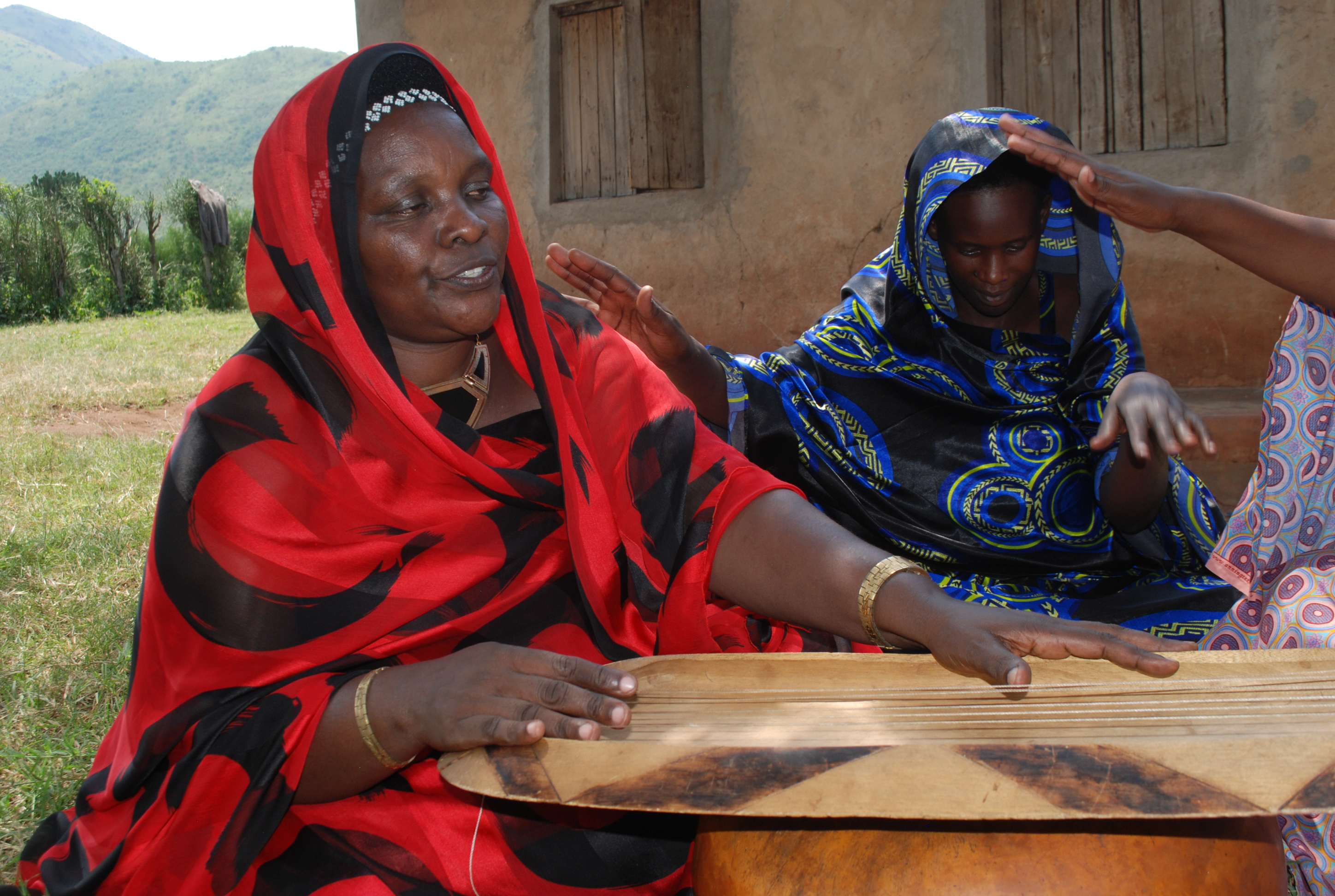
Женщина играет на инанге, Уганда

Инанга (рунди inanga, икивуву, индимбагазо) — струнный щипковый музыкальный инструмент, распространённый в странах Центральной Африки: Уганде, Руанде и Бурунди.

## Внешний вид и устройство
Инанга изготовляется из цельного куска дерева. Инанга по внешнему виду напоминает корыто с прикреплёнными к ней струнами. Размер инанги составляет от 75 см до 1 метра в длину и около 25 см в ширину. Количество струн достигает десяти-двенадцати, но игровых из них семь, а «лишние» струны служат для компенсации игровых. Струны настраиваются пентатонически. Получается октава из пяти нот пентатоники (примерно как чёрные клавиши на пианино) плюс ещё две ноты следующей октавы. Каждая группа струн носит своё название: первые две струны — рунди imihanuro, две последние струны — рунди imyakiro, а три струны посередине — рунди y'amajwi-ihibongoza.
Инанга настраивается следующим образом: очень длинная струна с необходимыми звуковыми характеристиками закрепляется на одном конце инструмента и протягивается к его противоположному концу, в результате чего получается первая струна. На том конце струна перебрасывается через две прорези «туда-обратно» и тянется в обратном направлении на некотором расстоянии от первой струны параллельно ей. Это вторая струна. Процесс повторяется, пока не будут готовы все десять струн. Когда последняя струна натянута, свободный конец закрепляется. Поскольку невозможно абсолютно точно по нотам всё натянуть сразу, а общая длина всей верёвки после установки остаётся неизменной, то и нужны компенсационные струны. Иначе настроить инангу было бы невозможно вообще.
Впрочем, инструмент сложно настроить в любом случае, так как почти невозможно настроить одну струну, не изменив при этом тон соседних. Тогда инангу приходится перенастраивать целиком.

## Техника игры
На инанге играют, ставя её на колени, придерживая мизинцем и перебивая за струны оставшимися пальцами левой руки и всеми пальцами правой. Большие инанги ставят на пол, немного наклоняя диагонально. Чтобы подчеркнуть ритм, исполнители постукивают ногтями по корпусу инструмента. Звук у инанги негромкий и басовитый.
Инанга главным образом сопровождает пение и исполняется соло. В Уганде и Руанде поют во весь голос, как и в других африканских странах, а в Бурунди поют шёпотом (рунди sindiramba — я не пою). Эта техника является уникальной для африканской музыки.